# إسدراس الثاني
إسدراس الثاني أو عزرا الرابع (ويُسمى أيضًا إسدراس، باللاتينية إسدراس الرابع، أو عزرا باللاتينية) هو كتاب نهاية العالم في بعض النسخ الإنجليزية من الكتاب المقدس. ينسبه التقليد إلى عزرا، كاتب وكاهن من القرن الخامس. قبل الميلاد، الذي حدده الكتاب بشخصية شألتيئيل من القرن السادس. يشكل إسدراس الثاني جزءًا من شريعة الكتاب المقدس في الكنيسة الأرثوذكسية الإثيوبية (هيئة أرثوذكسية مشرقية)، على الرغم من أنها تعتبر من بين الأبوكريفا من قبل الروم الكاثوليك والبروتستانت ومعظم المسيحيين الأرثوذكس الشرقيين ويوجد من الأرثوذكسي يعتبره قانونين مثل بعض الأناجيل الأرثوذكسية اليونانية

## تالية عزرا
يتم ذكر ان اخر الاصحاحات في سفر إسدراس الثاني اشير الى تالية (جعله اله) عزرا. وتقول الموسوعة اليهودية المختصرة بان قول عزير ابن الله قد يكون تقليد شفوي لليهود اليمن ومرتبط بسفر إسدراس الثاني

## ذكره في كنيسة
ويعتبر الكتاب أحد جواهر الأدب اليهودي الرؤيوي. كما تم الاستشهاد به على نطاق واسع من قبل آباء الكنيسة الأوائل، وخاصة من قبل أمبروز ميلان. على الرغم من أنه لم يتم قبوله في معظم الشرائع المسيحية، إلا أن "نهاية العالم اليهودية لعزرا" - أي. إسدراس الثاني 3-14 - يعتبر كتابًا مقدسًا في الكنيسة الأرثوذكسية الإثيوبية.يعتمد قسم المقدمة في القداس التقليدي في الكنيسة الكاثوليكية بشكل فضفاض على إسدراس الثاني 2: 34-35: "الراحة الأبدية أعطهم يا رب والنور الدائم فليشرق عليهم". عدة صلوات طقسية أخرى مأخوذة من الكتاب. وضع البابا كليمنت الثامن الكتاب في ملحق بعد العهد الجديد مع بقية الأبوكريفا، "لئلا يهلكوا بالكامل"، باستثناء بعض الأناجيل الأرثوذكسية اليونانية أو الأسقفية أو اللوثرية، لا يظهر إسدراس الأول والثاني في معظم الأناجيل.

## محتواه
هو يحتوي علي ما يوصف بانه رؤي عزرا أثناء السبي بعد تدمير اورشليم وفيها حكمه جميله والسفر الاصلي يبدا من الاصحاح 3 الي الاصحاح 14 ويعتبر الأصحاح الثالث هو البداية الحقيقية للكتاب، ويبدأ بصلاة تشغل كل الأصحاح واستجابة لهذه الصلاة، يرسل الله أورئيل الملاك الذي يعلن لعزرا - برموز مختلفة - خطة الله بالنسبة لإسرائيل، وذلك حتى منتصف الأصحاح الخامس، ويشكل هذا الجزء الرؤيا الأولى. وبعد صوم سبعة أيام يظهر أورئيل مرة أخرى لعزرا ويبدأ ذلك بالصلاة أيضاً كما في الرؤيا الأولى، ثم تعقب ذلك سلسلة من الأسئلة، الغرض منها إظهار محدودية فهم الإنسان، وعندما تنتهي هذه الأسئلة، يروي أورئيل لعزرا تاريخ العالم منذ الخليقة وتنتهي هذه الرؤيا في 6 : 35 وللرؤيا الثالثة أهمية خاصة، فقد كان سبعون عدداً منها مفقودة ولم تكتشف إلا مؤخراً. وتروي هذه الرؤيا قصة الخليقة كما هي في سفر التكوين مع إضافات بلاغية ووصف كامل للوياثان وبهيموث، كما يرى عزرا في الرؤيا صهيون السماوية كمكان يصعب بلوغه. والجزء الذي اكتشف حديثاً، يتحدث عن مكان العقاب، كما يرد فيه ذكر الفردوس، وينتهي هذا الجزء بصلاة واضح أنها من إنشاء كاتب آخر (8 : 20). وتبدأ الرؤيا الرابعة من 9 : 26، وفيها يرى عزرا امرأة تبكي، تعبيراً عن صهيون. ثم تتحول المرأة إلى مدينة (10 : 27). والرؤيا الخامسة وهي أهمها، تبدأ بظهور نسر له ثلاث رؤوس واثنا عشر جناحاً، ويفسر ذلك بالامبراطورية الرومانية، كما تذكر ثمانية أجنحة أخرى، ثم يظهر أسد يوبخ النسر ذا الاثنى عشر جناحاً، ثم يُقتل النسر. والأسد إشارة إلى المسيا وملكوته. وتبدأ الرؤيا السادسة بالأصحاح الثالث عشر، وتتحدث عن مجيء المسيح. ونجد في الرؤيا السابعة إعادة كتابة الأسفار بإملاء عزرا والاحتفاظ بالسبعين سفراً السرية المقدسة. والأصحاحات الأخيرة من نفس القلم الذي كتب الأصحاحين الأولين، وقد ضمها فريتز ودعاها إسدراس الخامس

## الاستخدام
الكتاب موجود في الكتاب المقدس السلافي الأرثوذكسي (الكتاب المقدس أوستروغ، الكتاب المقدس إليزابيث، وبالتالي الكتاب المقدس السينودس الروسي لاحقًا). 2 إسدراس موجود في الأبوكريفا من نسخة الملك جيمس، وقد وضعه البابا كليمنت الثامن في ملحق للنسخة اللاتينية للانجيل مع 3 إسدراس وصلاة منسى "لئلا يهلكوا بالكامل". الفصول المقابلة لعزرا الرابع، أي إسدراس الثاني 3-14، تشكل كتاب عزرا الثاني، المعروف أيضًا باسم عزرا سوتويل، القانوني في الكنيسة الأرثوذكسية الإثيوبية؛ كما تم الاستشهاد به على نطاق واسع من قبل آباء الكنيسة الأوائل، وخاصة أمبروز ميلان، باعتباره "الكتاب الثالث لإسدراس". يقول جيروم أنه ملفق. يمكن العثور عليها أيضًا في العديد من الأناجيل الإنجليزية الأكبر حجمًا المدرجة كجزء من الأبوكريفا الكتابية، كما هي موجودة في نسخة الملك جيمس، والنسخة المنقحة، والنسخة القياسية المنقحة، والطبعات الأولى من الكتاب المقدس الكاثوليكي دواي-ريمس، من بين أمور أخرى.